# Qajar (tribu)
Els qajars són una tribu turcmana de l'Iran, derivada d'un cap anomenat Qaračar, i origen d'una dinastia de Pèrsia. Potser van arribar amb els mongols el segle xiii. Al segle xv la tribu apareix instal·lada a Anatòlia (regió de Kayseri-Sivas) sota sobirania de Dhu l-Kadr. A la segona meitat del segle els qadjars ja estaven instal·lats a l'Azerbaidjan i se'ls va unir un clan anomenat Igirmi Dört; segurament després de la derrota dels qara qoyunlu davant els aq qoyunlu es van desplaçar a Karabagh (Arran). Van donar suport al príncep aq qoyunlu Dana Khalil-oghlu Ibrahim Beg (conegut com a Ayba Sultan) que amb el seu ajut va poder alliberar a Rustam Beg, net d'Uzun Hasan, que estava empresonat a la fortalesa d'Alindjak, i el va posar al tron (1492-1497) i fer una campanya a Gilan (1492/1493). El 1500 van donar suport a Ismail I el safàvida. No van gaudir d'especials favors d'aquesta dinastia a diferència d'altres tribus com els ustadjlu, els tekelü, els shamlu i els dhu l-kadr. Durant el primer segle de la dinastia safàvida van viure el nord i sud de l'Azerbaidjan i al final del segle xvi un cap qadjar era beglerbegi de Karabagh; al segle xvii van ser traslladats a Astarabad per defensar la regió contra atacs dels turcmans yaka. Al segle xviii, mentre altres tribus havien perdut influència per lluites intertribals i altres qüestions, els qadjars i els afshars van esdevenir poderosos i nombrosos. Nàdir-Xah Afxar va poder prendre el poder a Pèrsia i després de la seva mort (1747) i d'uns anys de conflictes, els qadjars van emergir com el poder dominant.